# 黄国鎮
黄 国鎮（こう こくちん、中国語: 黃國鎮。生年不明 - 1902年4月）は清末期の台湾に存在した軍人。嘉義郡大埔庄出身。
1895年に下関条約の締結により、日本の台湾統治時代が始まると、李烏猫，張徳福などの12人の異姓兄弟を募って「十二虎」という集団を結成した。これが、台湾抗日運動に足を踏み入れたきっかけである。翌1896年に黄国鎮の軍隊は大埔庄を襲撃し、7月10日に嘉義市を数百名がかりで攻めて制圧したが、僅か5日後の7月15日に日本軍に包囲され、嘉義市を追われ山に逃れた。1897年1月、嘉義東堡の山中で防衛目的のため、軍事政権である大靖政権を樹立し、皇帝を自称して、私年号である大靖を制定した。しかし翌1898年になると、台湾総督府の綏撫政策で父の黄响（黃享擔）が大埔庄の長に就任した事により、政権を維持する意欲を喪失し、1899年3月に政権を閉じて山を下りた。そして、父の下で嘉義東堡の寮を管理し、大埔成立自治区が出来ると農業に従事した。しかし、1901年に台湾総督府が誘殺政策を始めると、黄国鎮は再び抗日運動に身を投じた。そして1902年4月に大埔庄を再度襲撃した際、日本軍の捜索隊に狙撃されて死去した。